# Bursa (provins)

Karta över Turkiet med Bursa markerat.

Bursa är en provins i västra Turkiet. Den har totalt 2 125 140 invånare (2000) och en areal på 11 087 km². Provinshuvudstad är Bursa.